# Microspermum
Microspermum, rod glavočika iz podtribusa Critoniinae, dio tribusa Eupatorieae.

## Opis
Rod Microspermum je mali meksički rod koji je karakteriziran perifernim cvjetovima u glavici s vjenčićima s tri vanjska režnja koja su proširena, dajući glavici donekle zrakast izgled. Papus nema ili ima nekoliko čekinja, a biljke su relativno male jednogodišnje ili višegodišnje zeljaste biljke.

## Vrste
1. Microspermum debile Benth.
2. Microspermum flaccidum Paul G.Wilson
3. Microspermum gonzalezii Rzed.
4. Microspermum gracillimum Rzed.
5. Microspermum hintonii Rzed.
6. Microspermum michoacanum (R.M.King) B.L.Turner
7. Microspermum nummulariifolium Lag.
8. Microspermum tenue Paul G.Wilson

## Sinonimi
- Miradoria Sch.Bip. ex Benth.; Benth. & Hook., Gen. Pl. 2: 407 (1873)
- Piqueriopsis R.M.King; Brittonia 17: 352 (1965)